# 莫纳斯提尔 (意大利)
莫纳斯提尔（義大利語：Monastir），是意大利撒丁大区南撒丁省的一个市镇。总面积31.76平方公里，人口4572人，人口密度144.0人/平方公里（2009年）。ISTAT代码为092038。